# (473059) 2015 HZ90
(473059) 2015 HZ90 es un asteroide perteneciente al cinturón de asteroides, descubierto el 6 de mayo de 2006 por el equipo del Mount Lemmon Survey desde el Observatorio del Monte Lemmon, Arizona, Estados Unidos.

## Designación y nombre
Designado provisionalmente como 2015 HZ90.

## Características orbitales
2015 HZ90 está situado a una distancia media del Sol de 2,696 ua, pudiendo alejarse hasta 3,062 ua y acercarse hasta 2,330 ua. Su excentricidad es 0,135 y la inclinación orbital 10,87 grados. Emplea 1617 días en completar una órbita alrededor del Sol.

## Características físicas
La magnitud absoluta de 2015 HZ90 es 16,6. Tiene 2,886 km de diámetro y su albedo se estima en 0,077.